# Ruige fijnstraal
Ruige fijnstraal (Erigeron floribundus) is een plantensoort uit de composietenfamilie (Asteraceae).

## Determinatie
Ruige fijnstraal is een eenjarige, kruidachtige plant. Ze groeit als ruigtekruid en bereikt een hoogte van 0,8–1,5 m. Ze bloeit van juni tot oktober met witgele bloemhoofdjes.

### Gelijkende taxa
Ruige fijnstraal lijkt op Canadese fijnstraal, maar heeft kleinere bloemhoofdjes waarbij de lintbloemen nauwelijks uitsteken. De buisbloemen hebben meestal vijf lobben (bij Canadese fijnstraal zijn dat er meestal vier). De plant is veelal ruig behaard, vooral op de stengel; Canadese fijnstraal heeft dat veel minder.

## Ecologie
Ruige fijnstraal groeit op vochtige, eutrofe, omgewerkte grond van braakliggende terreinen, industriegebieden, straatkanten, in ruigten en langs wateren in het stedelijk gebied.

## Verspreiding
Ruige fijnstraal komt oorspronkelijk uit Zuid-Amerika, evenals gevlamde en hoge fijnstraal. In korte tijd hebben deze soorten zich over West-Europa verspreid.
Vlak na de laatste eeuwwisseling werd de soort gevonden in Rotterdam in Nederland en in Kortrijk in België en ze breidt zich sindsdien uit. Vermoedelijk is de vestiging van ruige fijnstraal in Rotterdam terug te voeren op het haven- en transportkarakter van deze stad. In Nederland en Vlaanderen is de soort nog zeldzaam, maar inmiddels al wel in een aantal stedelijke gebieden ingeburgerd. De plant heeft een voorkeur voor warme plekken als groeiplaats zodat het gewettigd lijkt te veronderstellen dat zij profiteert van de klimaatverandering.
De soort is nog niet beoordeeld voor de Rode Lijst van de IUCN. Op de Nederlandse Rode Lijst van 2012 en op de Belgische Rode Lijst van 2006 komt zij niet voor.